# 天羽槌雄神
天羽槌雄神（あまのはづちおのかみ）は、日本神話の女神である。

## 概要
『古語拾遺』において天羽槌雄神とされるほか、『日本書紀』では建葉槌命（たけはづちのみこと）、倭文神（しとりがみ）とされる。また、『新撰姓氏録』の山城国神別　天神　巨椋連の条では止与波知命（とよはちのみこと）、山城国神別　天神　神宮部造の条では天破命（あまのはのみこと）、『安房国忌部家系』に収録されている「齋部宿祢本系帳」では天羽雷雄命（あまのはづちおのみこと）、別名、武羽槌命（たけはづちのみこと）、止与波豆知命（とよはづちのみこと）とある。
天照大神を天の岩戸から誘い出すために、文布（あや）を織ったとされる。文布は倭文布とも倭文とも書き、「シドリ」また「シヅリ」という織物である。同じ織物の神では栲幡千々姫命、天棚機姫命が挙げられるが、天羽槌雄神は機織りの祖神とされている。また倭文（しどり）氏の遠祖でもある。
信仰としてはどちらの名でも織物の神、機織の神として信仰され、全国の倭文神社、静神社、服部神社などで祀られている。

## 系譜
『古語拾遺』神代段では「倭文遠祖」、『先代旧事本紀』神祇本紀では「倭文造遠祖」と書かれる。

## 事績
天羽槌雄神は建葉槌命の名で『日本書紀』に登場した倭文神で、経津主神・武甕槌命では服従しなかった星神の香香背男（かがせお）を服従させた神とされる。

## 考察
織物の神が、何故星の神を服従させる事が出来たのか、色々諸説ある内の説を挙げるとすると、
- 1つ目は、建葉槌命が武神だったとする説。建葉槌命の「建」は「武」、「葉」は「刃」と読み替えると武刃槌となり、まさに武神らしい名と受けとれるからといわれる[要出典]。
  - この説の裏付けとして、武葉槌命を祀る大甕倭文神社（茨城県日立市）の『大甕倭文神宮縁起』からも武神であるむねを窺わせる内容が記されている[要出典]。
- 2つ目は、織物の中に星を織り込んでしまって、星の神を織物の中に封印したとする説。これは、太陽が沈んでも空に星が残っている事を、どうにか出来ないものかと考えた上での苦肉の策だとされる[要出典]。
  - 日本書紀第九段一書（二）に「天に悪しき神有り。名を天津甕星（あまつみかほし）またの名を天香香背男（あまのかかせお）と曰う。請う、先ず此の神を誅し、然る後に下りて葦原中國をはらわん」。是の時に齋主（いわい）の神を齋之大人（いわいのうし）ともうす。とあり、日本書紀第九段本文と似た記述がある。これにより齋之大人＝建葉槌命とみられ、齋主（祭祀）で征服したとある[要出典]ので上記の行為を齋主で行うことにより星神香香背男＝天津甕星を征服したという説である。

他にも、香香背男側にいた建葉槌命を懐柔し味方に付け、内側から崩壊させた。などの説もある。